# Ligat ha'Al 2011-2012
La Ligat ha'Al 2011-2012 è stata la 71ª edizione della massima divisione del campionato israeliano di calcio. Ebbe inizio il 20 agosto 2011 e si concluse il 12 maggio 2012.
Il titolo fu vinto il 2 aprile 2012, con cinque giornate di anticipo, dall'Ironi Kiryat Shmona, campione per la prima volta nella propria storia.
Capocannoniere del torneo fu Achmad Saba'a, del Maccabi Netanya, con 20 goal.

## Formula
Dalla presente edizione della Ligat ha'Al, l'IFA apportò due novità al regolamento. Anzitutto, al termine della stagione regolare (disputata nel tradizionale girone all'italiana con 30 giornate, tra andata e ritorno), i punti non furono dimezzati.
Inoltre, le squadre non furono più suddivise in tre gruppi: il torneo di metà classifica (sostanzialmente inutile, non assegnando alcun posto nelle Coppe europee, né avendo alcuna rilevanza ai fini delle retrocessioni) venne soppresso e, di conseguenza, le 16 partecipanti, al termine della stagione regolare, furono suddivise in due soli gironi (play-off e play-out) di 8 squadre ciascuno.
I play-off e i play-out si disputarono in partite di sola andata, per un totale di 7 giornate (dalla 31ª alla 37ª).
Ciascuna squadra, pertanto, disputò complessivamente 37 partite.
Per l'edizione 2011-2012, al fine della riduzione delle società di prima divisione a 14 a partire dal campionato 2012-2013, furono previste 3 retrocessioni in Liga Leumit e una sola promozione da quest'ultima.

## Squadre partecipanti
| Club                | Città          | Stadio                            | Posizione 2010-2011     |
| ------------------- | -------------- | --------------------------------- | ----------------------- |
| Ashdod              | Ashdod         | Stadio HaYud-Alef                 | 12º posto               |
| Beitar Gerusalemme  | Gerusalemme    | Stadio Teddy Kollek               | 11º posto               |
| Bnei Sakhnin        | Sakhnin        | Stadio Doha                       | 13º posto               |
| Bnei Yehuda         | Tel Aviv       | Bloomfield Stadium                | 4º posto                |
| Hapoel Akko         | Acri           | Stadio Municipale di Acri         | 8º posto                |
| Hapoel Be'er Sheva  | Be'er Sheva    | Stadio Municipale Arthur Vasermil | 9º posto                |
| Hapoel Haifa        | Haifa          | Stadio Qiryat Eliezer             | 10º posto               |
| Hapoel Petah Tiqwa  | Petah Tiqwa    | Ramat Gan Stadium                 | 14º posto               |
| H. Rishon LeZion    | Rishon LeZion  | Stadio Haberfeld                  | 2º posto in Liga Leumit |
| Hapoel Tel Aviv     | Tel Aviv       | Bloomfield Stadium                | 2º posto                |
| Ironi K. Shmona     | Kiryat Shmona  | Stadio Ironi                      | 5º posto                |
| Ironi R. HaSharon   | Ramat HaSharon | Stadio Yankela Grundman           | 1º posto in Liga Leumit |
| Maccabi Haifa       | Haifa          | Stadio Qiryat Eliezer             | Campione                |
| Maccabi Netanya     | Netanya        | Stadio Sar-Tov                    | 6º posto                |
| Maccabi Petah Tiqwa | Petah Tiqwa    | Ramat Gan Stadium                 | 7º posto                |
| Maccabi Tel Aviv    | Tel Aviv       | Bloomfield Stadium                | 3º posto                |

## Stagione regolare

### Classifica
|  | Pos. | Squadra             | Pt | G  | V  | N  | P  | GF | GS | DR  |
|  | ---- | ------------------- | -- | -- | -- | -- | -- | -- | -- | --- |
|  | 1.   | Ironi K. Shmona     | 66 | 30 | 19 | 9  | 2  | 42 | 15 | +27 |
|  | 2.   | Hapoel Tel Aviv     | 49 | 30 | 14 | 10 | 6  | 53 | 27 | +26 |
|  | 3.   | Bnei Sakhnin        | 47 | 30 | 14 | 7  | 9  | 49 | 35 | +14 |
|  | 4.   | Ashdod              | 47 | 30 | 12 | 11 | 7  | 39 | 33 | +6  |
|  | 5.   | Maccabi Netanya     | 47 | 30 | 13 | 8  | 9  | 44 | 40 | +4  |
|  | 6.   | Maccabi Haifa       | 45 | 30 | 12 | 9  | 9  | 46 | 39 | +7  |
|  | 7.   | Maccabi Tel Aviv    | 44 | 30 | 13 | 5  | 12 | 41 | 32 | +19 |
|  | 8.   | Bnei Yehuda         | 43 | 30 | 11 | 10 | 9  | 38 | 27 | +11 |
|  | 9.   | Hapoel Akko         | 37 | 30 | 10 | 8  | 12 | 41 | 37 | +4  |
|  | 10.  | Ironi R. HaSharon   | 37 | 30 | 9  | 10 | 11 | 29 | 38 | -9  |
|  | 11.  | Beitar Gerusalemme  | 34 | 30 | 10 | 6  | 14 | 22 | 39 | -17 |
|  | 12.  | Hapoel Haifa        | 32 | 30 | 8  | 8  | 14 | 33 | 38 | -5  |
|  | 13.  | Hapoel Be'er Sheva  | 32 | 30 | 9  | 5  | 16 | 33 | 54 | -21 |
|  | 14.  | Maccabi Petah Tiqwa | 30 | 30 | 7  | 9  | 14 | 31 | 50 | -19 |
|  | 15.  | H. Rishon LeZion    | 27 | 30 | 6  | 9  | 15 | 34 | 54 | -20 |
|  | 16.  | Hapoel Petah Tiqwa  | 19 | 30 | 6  | 10 | 14 | 28 | 45 | -17 |

Legenda:

      Ammesse ai play-off

      Ammesse ai play-out

### Risultati
|                   | Ash  | BeG  | BnS  | BnY  | HAk  | HBS  | HHa  | HPT  | HRL  | HTA  | IKS  | IRH  | MHa  | MNe  | MPT  | MTA  |
| ----------------- | ---- | ---- | ---- | ---- | ---- | ---- | ---- | ---- | ---- | ---- | ---- | ---- | ---- | ---- | ---- | ---- |
| Ashdod            | –––– | 3-0  | 3-3  | 0-0  | 1-1  | 2-0  | 3-2  | 1-1  | 2-1  | 2-0  | 0-0  | 2-0  | 1-0  | 2-1  | 1-3  | 2-1  |
| Beitar G.         | 1-0  | –––– | 0-3  | 2-1  | 3-1  | 0-1  | 1-0  | 1-2  | 1-1  | 1-1  | 1-0  | 0-1  | 1-4  | 2-1  | 0-0  | 0-0  |
| Bnei Sakhnin      | 1-2  | 3-0  | –––– | 2-2  | 2-1  | 4-1  | 0-1  | 3-0  | 1-0  | 0-1  | 2-3  | 3-0  | 2-0  | 1-1  | 3-0  | 1-3  |
| Bnei Yehuda       | 1-0  | 3-0  | 1-1  | –––– | 4-1  | 5-1  | 1-0  | 5-1  | 1-0  | 1-1  | 0-1  | 1-1  | 0-0  | 1-2  | 2-2  | 0-0  |
| H. Akko           | 2-2  | 1-1  | 2-1  | 2-0  | –––– | 2-0  | 1-0  | 3-1  | 2-2  | 0-2  | 1-2  | 2-0  | 0-1  | 1-2  | 0-0  | 3-0  |
| H. Be'er Sheva    | 2-1  | 0-1  | 0-2  | 3-1  | 2-1  | –––– | 2-0  | 1-2  | 2-1  | 1-1  | 0-3  | 1-3  | 1-1  | 1-2  | 0-0  | 1-4  |
| H. Haifa          | 2-2  | 3-0  | 1-2  | 0-2  | 2-4  | 0-2  | –––– | 2-2  | 3-2  | 0-0  | 0-1  | 2-0  | 1-1  | 1-1  | 1-1  | 2-0  |
| H. Petah Tiqwa    | 0-1  | 0-1  | 1-2  | 0-1  | 0-0  | 2-0  | 0-1  | –––– | 0-1  | 2-3  | 1-1  | 1-1  | 3-1  | 3-1  | 1-0  | 1-3  |
| H. Rishon LeZion  | 2-1  | 2-0  | 4-2  | 0-1  | 0-3  | 0-1  | 1-1  | 0-0  | –––– | 1-2  | 1-1  | 1-1  | 4-2  | 0-0  | 2-2  | 0-2  |
| H. Tel Aviv       | 0-0  | 1-0  | 0-0  | 1-1  | 2-1  | 2-0  | 0-0  | 5-0  | 6-0  | –––– | 2-2  | 0-0  | 3-0  | 7-3  | 4-1  | 0-1  |
| I. Kiryat Shmona  | 0-0  | 1-0  | 0-0  | 1-0  | 2-0  | 1-1  | 1-0  | 2-0  | 2-0  | 1-0  | –––– | 4-0  | 1-0  | 1-3  | 1-1  | 2-1  |
| I. Ramat HaSharon | 1-1  | 2-0  | 0-1  | 2-1  | 1-1  | 3-3  | 2-0  | 0-0  | 1-2  | 1-1  | 0-1  | –––– | 0-0  | 0-1  | 0-1  | 3-1  |
| M. Haifa          | 1-1  | 1-0  | 0-0  | 1-1  | 1-0  | 3-1  | 1-3  | 2-2  | 3-1  | 1-4  | 0-3  | 5-0  | –––– | 2-1  | 4-1  | 2-1  |
| M. Netanya        | 1-0  | 1-1  | 3-1  | 1-0  | 1-1  | 2-1  | 1-1  | 1-1  | 6-2  | 2-1  | 0-1  | 0-2  | 1-4  | –––– | 0-1  | 3-0  |
| M. Petah Tiqwa    | 2-3  | 2-3  | 1-3  | 1-0  | 0-4  | 1-2  | 2-1  | 1-1  | 2-2  | 1-0  | 0-2  | 2-3  | 1-4  | 0-1  | –––– | 2-1  |
| M. Tel Aviv       | 4-0  | 0-1  | 2-0  | 0-1  | 2-0  | 4-0  | 2-0  | 1-0  | 3-1  | 1-3  | 1-1  | 0-1  | 1-1  | 1-1  | 1-0  | –––– |

## Play-off

### Classifica
|                     | Pos. | Squadra          | Pt | G  | V  | N  | P  | GF | GS | DR  |
| ------------------- | ---- | ---------------- | -- | -- | -- | -- | -- | -- | -- | --- |
| Campione di Israele | 1.   | Ironi K. Shmona  | 73 | 37 | 21 | 10 | 6  | 48 | 26 | +22 |
|                     | 2.   | Hapoel Tel Aviv  | 59 | 37 | 16 | 14 | 7  | 63 | 35 | +28 |
|                     | 3.   | Bnei Yehuda      | 59 | 37 | 16 | 11 | 10 | 53 | 36 | +17 |
|                     | 4.   | Maccabi Netanya  | 59 | 37 | 16 | 8  | 12 | 54 | 48 | +6  |
|                     | 5.   | Maccabi Haifa    | 58 | 37 | 16 | 10 | 11 | 56 | 44 | +12 |
|                     | 6.   | Maccabi Tel Aviv | 55 | 37 | 16 | 7  | 14 | 55 | 43 | +12 |
|                     | 7.   | Ashdod           | 54 | 37 | 14 | 12 | 11 | 44 | 44 | 0   |
|                     | 8.   | Bnei Sakhnin     | 50 | 37 | 15 | 7  | 15 | 60 | 53 | +7  |

Legenda:

      Campione di Israele e ammessa alla UEFA Champions League 2012-2013

      Ammesse alla UEFA Europa League 2012-2013

### Risultati
|                  | Ash  | BnS  | BnY  | HTA  | IKS  | MHa  | MNe  | MTA  |
| ---------------- | ---- | ---- | ---- | ---- | ---- | ---- | ---- | ---- |
| Ashdod           | –––– |      | 2-1  | 0-2  |      |      | 0-2  | 1-1  |
| Bnei Sakhnin     | 1-2  | –––– | 0-3  |      | 5-0  | 0-2  |      |      |
| Bnei Yehuda      |      |      | –––– |      |      | 2-1  | 1-0  | 4-3  |
| Hapoel Tel Aviv  |      | 3-1  | 3-3  | –––– |      |      | 1-3  | 0-0  |
| I. Kiryat Shmona | 1-0  |      | 0-1  | 0-0  | –––– | 0-1  |      |      |
| Maccabi Haifa    | 3-0  |      |      | 1-1  |      | –––– |      | 2-1  |
| Maccabi Netanya  |      | 3-2  |      |      | 1-3  | 1-0  | –––– |      |
| Maccabi Tel Aviv |      | 5-2  |      |      | 3-2  |      | 1-0  | –––– |

## Play-out

### Classifica
|  | Pos. | Squadra             | Pt | G  | V  | N  | P  | GF | GS | DR  |
|  | ---- | ------------------- | -- | -- | -- | -- | -- | -- | -- | --- |
|  | 9.   | Beitar Gerusalemme  | 50 | 37 | 15 | 7  | 15 | 32 | 44 | -12 |
|  | 10.  | Hapoel Akko         | 48 | 37 | 13 | 9  | 15 | 51 | 45 | +6  |
|  | 11.  | Ironi R. HaSharon   | 45 | 37 | 11 | 13 | 13 | 37 | 45 | -8  |
|  | 12.  | Hapoel Haifa        | 44 | 37 | 11 | 11 | 15 | 41 | 43 | -2  |
|  | 13.  | Hapoel Be'er Sheva  | 43 | 37 | 12 | 7  | 18 | 41 | 61 | -20 |
|  | 14.  | Maccabi Petah Tiqwa | 40 | 37 | 11 | 10 | 16 | 39 | 57 | -18 |
|  | 15.  | H. Rishon LeZion    | 27 | 37 | 6  | 9  | 22 | 39 | 70 | -31 |
|  | 16.  | Hapoel Petah Tiqwa  | 26 | 37 | 8  | 11 | 18 | 36 | 55 | -19 |

Legenda:

      Retrocesse in Liga Leumit 2012-2013

### Risultati
|                      | BeG  | HAk  | HBS  | HHa  | HRL  | HPT  | IRH  | MPT  |
| -------------------- | ---- | ---- | ---- | ---- | ---- | ---- | ---- | ---- |
| Beitar Gerusalemme   | –––– | 1-0  |      | 0-0  |      | 2-0  |      | 3-1  |
| Hapoel Akko          |      | –––– |      | 0-0  |      | 2-3  | 2-0  | 1-2  |
| Hapoel Be'er Sheva   | 3-1  | 1-3  | –––– |      |      |      |      | 1-0  |
| Hapoel Haifa         |      |      | 2-1  | –––– | 2-0  | 2-1  | 1-1  |      |
| Hapoel Rishon LeZion | 1-2  | 1-2  | 0-0  |      | –––– |      |      |      |
| Hapoel Petah Tiqwa   |      |      | 1-1  |      | 2-0  | –––– |      | 0-1  |
| Ironi Ramat HaSharon | 0-1  |      | 0-0  |      | 5-2  | 2-1  | –––– |      |
| Maccabi Petah Tiqwa  |      |      |      | 2-1  | 2-1  |      | 0-0  | –––– |

## Verdetti
- Campione di Israele:  Ironi K. Shmona
- In UEFA Champions League 2012-2013:  Ironi K. Shmona (secondo turno di qualificazione)
- In UEFA Europa League 2012-2013:  Hapoel Tel Aviv (play-off),  Bnei Yehuda e  Maccabi Netanya (secondo turno di qualificazione)
- Retrocesse in Liga Leumit 2012-2013:  Maccabi Petah Tiqwa,  H. Rishon LeZion e  Hapoel Petah Tiqwa
- Promossa in Ligat ha'Al 2012-2013:  Hapoel Ramat Gan

## Classifica marcatori
| Gol |  |  | Giocatore         | Squadra          |
| --- |  |  | ----------------- | ---------------- |
| 20  |  |  | Achmad Saba'a     | Maccabi Netanya  |
| 17  |  |  | Omer Damari       | Hapoel Tel Aviv  |
| 16  |  |  | Pedro Galván      | Bnei Yehuda      |
| 14  |  |  | Wiam Amasha       | Maccabi Haifa    |
| 14  |  |  | Kostadin Hazurov  | Bnei Sakhnin     |
| 13  |  |  | Shimon Abuhatzira | Ironi K. Shmona  |
| 13  |  |  | Eliran Atar       | Maccabi Tel Aviv |
| 13  |  |  | Yuval Avidor      | Hapoel Haifa     |
| 13  |  |  | Maharan Radi      | Bnei Sakhnin     |
| 13  |  |  | Toto Tamuz        | Hapoel Tel Aviv  |
| 12  |  |  | Hen Ezra          | Maccabi Netanya  |
| 12  |  |  | Stefan Šćepović   | Hapoel Akko      |

## Record
- Maggior numero di vittorie:  Ironi K. Shmona (21)
- Minor numero di sconfitte:  Ironi K. Shmona (6)
- Migliore attacco:  Hapoel Tel Aviv (63)
- Miglior difesa:  Ironi K. Shmona (26)
- Miglior differenza reti:  Hapoel Tel Aviv (+28)
- Maggior numero di pareggi:  Hapoel Tel Aviv (14)
- Minor numero di pareggi:  Beitar Gerusalemme,  Bnei Sakhnin,  Hapoel Be'er Sheva e  Maccabi Tel Aviv (7)
- Minor numero di vittorie:  H. Rishon LeZion (6)
- Maggior numero di sconfitte:  H. Rishon LeZion (22)
- Peggiore attacco:  Beitar Gerusalemme (32)
- Peggior difesa:  H. Rishon LeZion (70)
- Peggior differenza reti:  H. Rishon LeZion (-31)
- Partita con più reti:  Hapoel Tel Aviv -  Maccabi Netanya 7-3 (10)
- Partita con maggiore scarto di gol:  Hapoel Tel Aviv -  H. Rishon LeZion 6-0 (6)
- Maggior numero di reti in una giornata: 31 (2ª giornata)
- Minor numero di reti in una giornata: 12 (27ª e 34ª giornata)
- Miglior serie positiva:  Ironi K. Shmona (25 risultati utili consecutivi, dalla 3ª alla 27ª giornata)
- Peggior serie negativa:  Hapoel Be'er Sheva (6 sconfitte consecutive, dalla 1ª alla 6ª giornata)
- Totale dei gol segnati: 749
- Media gol: 2,53 a partita